# Anjou (Montréal)
Anjou is een arrondissement van de stad Montréal, gelegen in het noordelijk deel van de stad en het Île de Montréal.
Anjou als onafhankelijke gemeente werd geïnstalleerd in 1956, met de naam Ville d'Anjou, en was gegroeid uit de parochie van Saint-Léonard-de-Port-Maurice en werd in 2002 bij de grote gemeentefusie aan Montréal toegevoegd. De naamgeving eert de oude Franse provincie Anjou.
In 2011 had het arrondissement 41.928 inwoners, op een oppervlakte van 13,61 km². Het arrondissement heeft met de Galeries d'Anjou het grootste shopping centrum van Montréal.